# Korean Film Archive

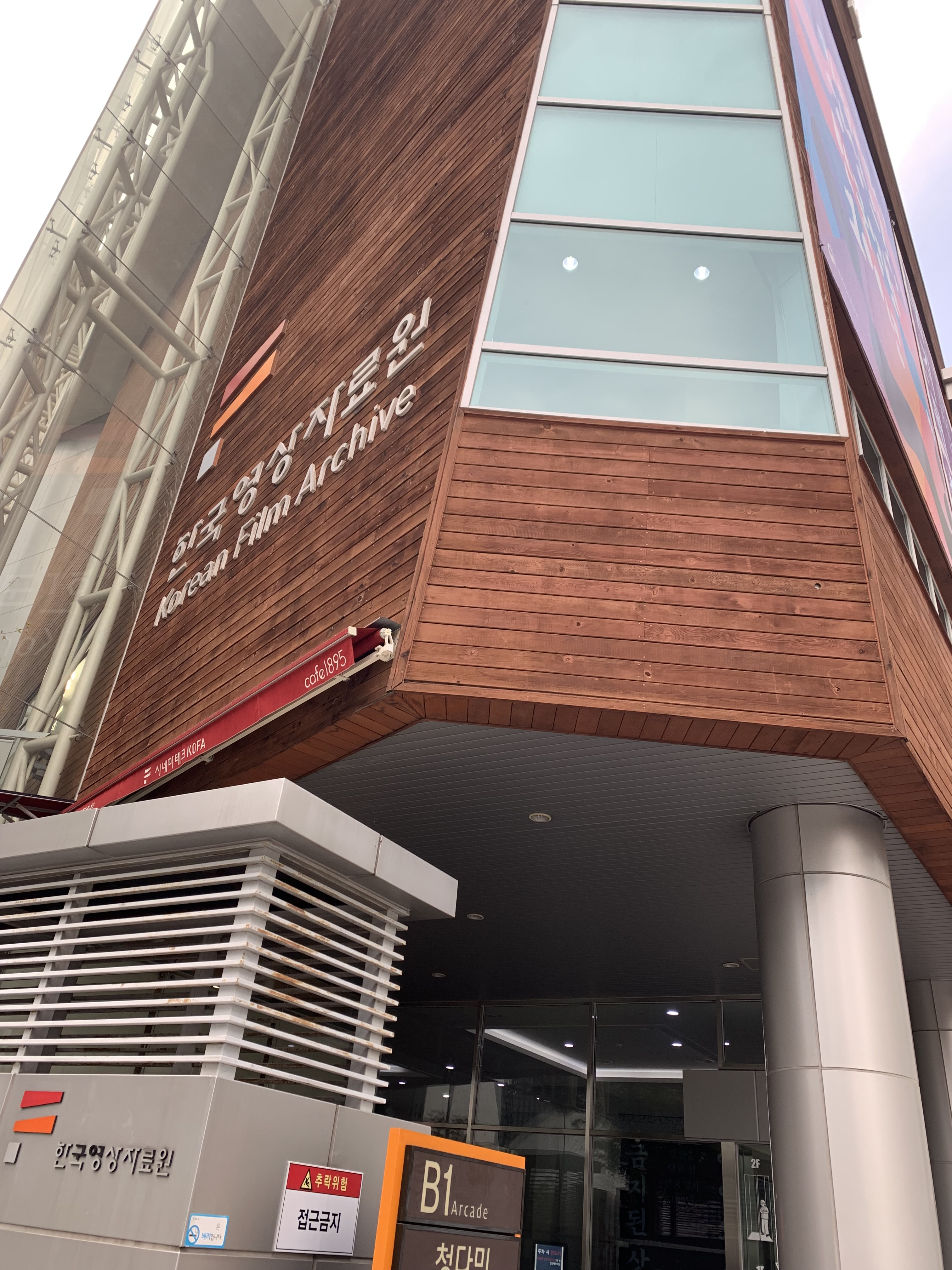
Korean Film Archive (2019)

Das Korean Film Archive (KOFA) ist das landesweite Filmarchiv Südkoreas. Es wurde 1974 in Seoul als gemeinnützige Organisation gegründet. 1976 erhielt die KOFA Beobachterstatus in der Fédération Internationale des Archives du Film (FIAF) und wurde 1985 vollwertiges Mitglied. Sie ist eine Behörde des Ministeriums für Kultur, Sport und Tourismus.
Die Hauptaufgabe des Korean Film Archives besteht in der Erhaltung, der Restaurierung und der Sammlung von Filmen sowie filmnaher Materialien wie Poster, Zeitschriften und Bildern. Das Korean Film Archive betreibt außerdem die Korean Movie Database, eine Datenbank des koreanischen Films. Am Hauptstandort im Stadtteil Sangam-dong befindet sich die Cinematheque KOFA und das Koreanische Filmmuseum. In der Cinematheque KOFA werden regelmäßig Vorführungen und Ausstellungen veranstaltet. Bei der dortigen Vorführung von Filmreihen sind häufig die Regisseure zu Gast. Außerdem befindet sich an dem Standort eine Bibliothek mit zahlreichen Blu-rays, DVDs, Büchern und Filmsoundtracks. Um das Risiko des Materialverlustes zu verringern, gibt es in Paju einen zweiten Aufbewahrungsstandort der Filme und filmspezifischer Dokumente.
Lediglich 22 % der südkoreanischen Filme aus den 1950er Jahren und 44 % der Filme aus den 1960er Jahren sind heute noch erhalten. Zahlreiche Filme gelten als verschollen. Das Korean Film Archive sucht dabei auch nach Meisterwerken wie Arirang (1926) von Na Woon-gyu und Late Autumn (1966) von Lee Man-hee. 1996 erließ die südkoreanische Regierung ein Gesetz zur verpflichtenden Aufbewahrung heimischer Filme (koreanisch 국내영화 필름 등의 제출제도). Es ist in Artikel 35 des Filmförderungsgesetz (영화진흥법 Yeonghwa Jinheung Beop, engl. Promotion of the Motion Pictures Industry Act) festgelegt. Das Korean Film Archive ist mit der Ausübung beauftragt.
2007 wurde mit dem 1934 veröffentlichten Stummfilm Crossroads of Youth der bislang älteste, noch heute existierende koreanische Film, entdeckt. Unter Leitung des Regisseurs Kim Tae-yong wurde der Film restauriert und 2008 in dieser Fassung erstmals aufgeführt. Auf YouTube und Naver stellt das Korean Film Archive etwa 200 Filme bereit, die vor dem Jahr 2000 veröffentlicht wurden. Darunter finden sich einige herausragende Werke der südkoreanischen Filmgeschichte, wie Die Leihmutter (1986), Sopjonye – Die blinde Sängerin (1993) und Das Lied der treuen Chunhyang (2000) von Im Kwon-taek, Aimless Bullet (1961) von Yu Hyun-mok und Hong Sang-soos Regiedebüt Der Tag, an dem ein Schwein in den Brunnen fiel (1996).